# 桃園市大溪區仁和國民小學
桃園市大溪區仁和國民小學，簡稱仁和國小，是中華民國（臺灣）桃園市的一所國民小學，民國97年8月1日建校，附設幼兒園。

## 校史沿革
| 日期           | 事件                                                                                           |
| -------------- | ---------------------------------------------------------------------------------------------- |
| 2005年4月29日  | 朱縣長立倫訪視埔頂都市計畫區文小三預定地，會勘決議新設成立「文小三國小」。                     |
| 2005年8月1日   | 核派蕭富陽校長為籌備主任，籌設「文小三國小」相關事宜。                                         |
| 2005年8月1日   | 召開大溪鎮埔頂重劃區「文小三國小」第一次設校籌備委員會，正式名為「桃園縣大溪鎮仁和國民小學」。 |
| 2005年11月25日 | 徵選「李宜蓉建築師事務所」為設校整體規劃設計監造事宜。                                         |
| 2006年9月12日  | 縣長朱立倫親自主持「設校新建第一期工程」動土典禮。                                             |
| 2008年8月1日   | 本校正式招收一、二年級新生。                                                                   |
| 2008年9月19日  | 成立第一屆家長會，選出第一屆會長葉瀚文先生。                                                   |
| 2008年10月28日 | 本校「第一期減項恢復暨運動場等周邊附屬工程」完工。                                             |
| 2008年12月27日 | 縣長朱立倫親自主持「設校新建第一期工程暨運動場等周邊附屬工程」啟用典禮。                       |
| 2009年6月26日  | 教育設施科科長賴銀奎親自主持「第二期工程」動土典禮。                                           |
| 2011年5月21日  | 二期工程啟用典禮，縣長吳志揚主持99學年度整體校舍啟用暨校慶運動會。                             |
| 2014年1月14日  | 「第三期校舍新建工程」動土典禮。                                                               |
| 2014年8月1日   | 核派葛倫珮校長為第二任校長。                                                                   |
| 2014年12月25日 | 更名為「桃園市大溪區仁和國民小學」。                                                           |
| 2015年2月4日   | 「第三期校舍新建工程」完工。                                                                   |
| 2015年10月4日  | 「第三期校舍新建工程」落成典禮。                                                               |
| 2017年5月10日  | 辦理「5D數創客智慧學校」教學成果發表會。                                                       |
| 2017年8月1日   | 再增設幼兒園一班，共二班。                                                                     |
| 2018年8月1日   | 教育局核定全校1～6年級均為總量管制學年。                                                       |
| 2021年8月1日   | 核派蕭富陽校長為第三任校長。                                                                   |
| 2021年12月8日  | 獲頒教育部「數位學習推動計畫標竿學校」。                                                       |
| 2022年9月23日  | 獲頒教育部「教學卓越金質獎」(方案名稱：iMath領航家)。                                          |

## 歷任校長
| 任次   | 姓名   | 任職期間      | 備註                           |
| ------ | ------ | ------------- | ------------------------------ |
| 第一任 | 蕭富陽 | 2008年~2014年 | 原桃園市立光華國民小學校長轉任 |
| 第二任 | 葛倫珮 | 2014年~2021年 | 原桃園市立霞雲國民小學校長轉任 |
| 第三任 | 蕭富陽 | 2021年~       | 原桃園市立大溪國民小學校長轉任 |

## 學區範圍
- 仁和里：【14鄰永昌路383號、393號】除外，其餘皆是

- 仁武里：5～8、12～20、17鄰，但【太武新村1~100號】除外

- 仁愛里：1～3、6、17鄰

- 仁文里：22～30鄰

- 瑞興里：16鄰員林路一段325巷57、59、65、69號

## 外部連結
（繁體中文）桃園市仁和國民小學網站 （页面存档备份，存于）